# پاندرو
پاندورو [panˈdɔ:ro] یک نان شیرینی سنتی ایتالیایی است که عمدتاً در هنگام کریسمس و سال نو پخته و سرو می‌شود. خاستگاه این نوع شیرینی شهر ورونا محسوب می‌شود.
این دسر غالباً با شکر قنادی و وانیل تهیه می‌شود که نمایانگر قله‌های برفی کوه‌های آلپ ایتالیا در طول کریسمس است.

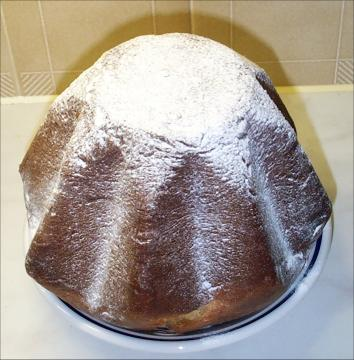
یک پاندورو خانگی